# 阿卜杜拉·霍蒂
阿卜杜拉·霍蒂（1976年2月4日—），科索沃政治人物，前任科索沃總理[a]。他曾於2014年至2017年在科索沃民主黨/科索沃民主聯盟的聯合政府中擔任財政部長。
2020年9月，霍蒂簽署與塞爾維亞實現經濟關係正常化和加入迷你申根區的協定，以及科索沃和以色列之間的相互承認與建立外交關係的協定。他在由歐洲聯盟調解的塞爾維亞和科索沃政府間談判中發揮了積極作用。